# Seicheprey
Seicheprey település Franciaországban, Meurthe-et-Moselle megyében. Lakosainak száma 109 fő (2022. január 1.). Seicheprey Xivray-et-Marvoisin, Beaumont, Bernécourt, Flirey, Mandres-aux-Quatre-Tours, Saint-Baussant, Lahayville, Rambucourt és Richecourt községekkel határos.

## Népesség
A település népessége az elmúlt években az alábbi módon változott:
| Lakosok száma | 85   | 76   | 72   | 102  | 116  | 115  | 113  | 112  | 110  | 109  |
|               | 1968 | 1982 | 1990 | 2006 | 2013 | 2015 | 2017 | 2019 | 2020 | 2022 |